# Embrace (album)
Embrace is het debuutalbum en ook het enige album van de gelijknamige Amerikaanse post-hardcoreband Embrace. Het album werd uitgegeven door het label van de zanger van Embrace, Dischord Records.
Het album werd in 1987 voor het eerst als een lp uitgegeven, en in 2002 nog een keer op cd. Alle nummers zijn geschreven door Embrace zelf.

## Band
- Ian MacKaye – zang
- Mike Hampton – giaar (niet op track B5)
- Chris Bald – basgitaar
- Ivor Hanson – drums
- Edward Janney - gitaar (alleen track B5)

## Nummers

### 1987 (lp)
| Nr. | Titel                         | Duur |
| --- | ----------------------------- | ---- |
| 1.  | Give Me Back                  | 2:32 |
| 2.  | Dance of Days                 | 2:16 |
| 3.  | Building                      | 1:58 |
| 4.  | Past                          | 1:53 |
| 5.  | Spoke                         | 2:00 |
| 6.  | Do Not Consider Yourself Free | 2:23 |
| 7.  | No More Pain                  | 3:11 |

| 1.                 | I Wish I                    | 2:11 |
| 2.                 | Said Gun                    | 2:11 |
| 3.                 | Can't Forgive               | 2:31 |
| 4.                 | Money                       | 2:37 |
| 5.                 | If I Never Thought About It | 2:32 |
| 6.                 | End of a Year               | 2:36 |
| 7.                 | Last Song                   | 2:27 |
| Totale duur: 33:18 |                             |      |

### 2002 (cd)
| Nr. | Titel                         | Duur |
| --- | ----------------------------- | ---- |
| 1.  | Give Me Back                  | 2:32 |
| 2.  | Dance of Days                 | 2:16 |
| 3.  | Building                      | 1:58 |
| 4.  | Past                          | 1:53 |
| 5.  | Spoke                         | 2:00 |
| 6.  | Do Not Consider Yourself Free | 2:23 |
| 7.  | No More Pain                  | 3:11 |
| 8.  | I Wish I                      | 2:11 |
| 9.  | Said Gun                      | 2:11 |
| 10. | Can't Forgive                 | 2:31 |
| 11. | Money                         | 2:37 |
| 12. | If I Never Thought About It   | 2:32 |
| 13. | End of a Year                 | 2:36 |
| 14. | Last Song                     | 2:27 |

| 15.                | Money         | 2:48 |
| 16.                | Dance of Days | 2:41 |
| Totale duur: 38:47 |               |      |